# Aristida warburgii
Aristida warburgii är en gräsart som beskrevs av Carl Christian Mez. Aristida warburgii ingår i släktet Aristida och familjen gräs.
Artens utbredningsområde är Queensland. Inga underarter finns listade i Catalogue of Life.